# دژوتسه (شهرستان گوستنگ)
دژوتسه (به لهستانی:  Drzewce) یک روستا در لهستان است که در گمینا پونگتس واقع شده‌است.